# Ford Probe

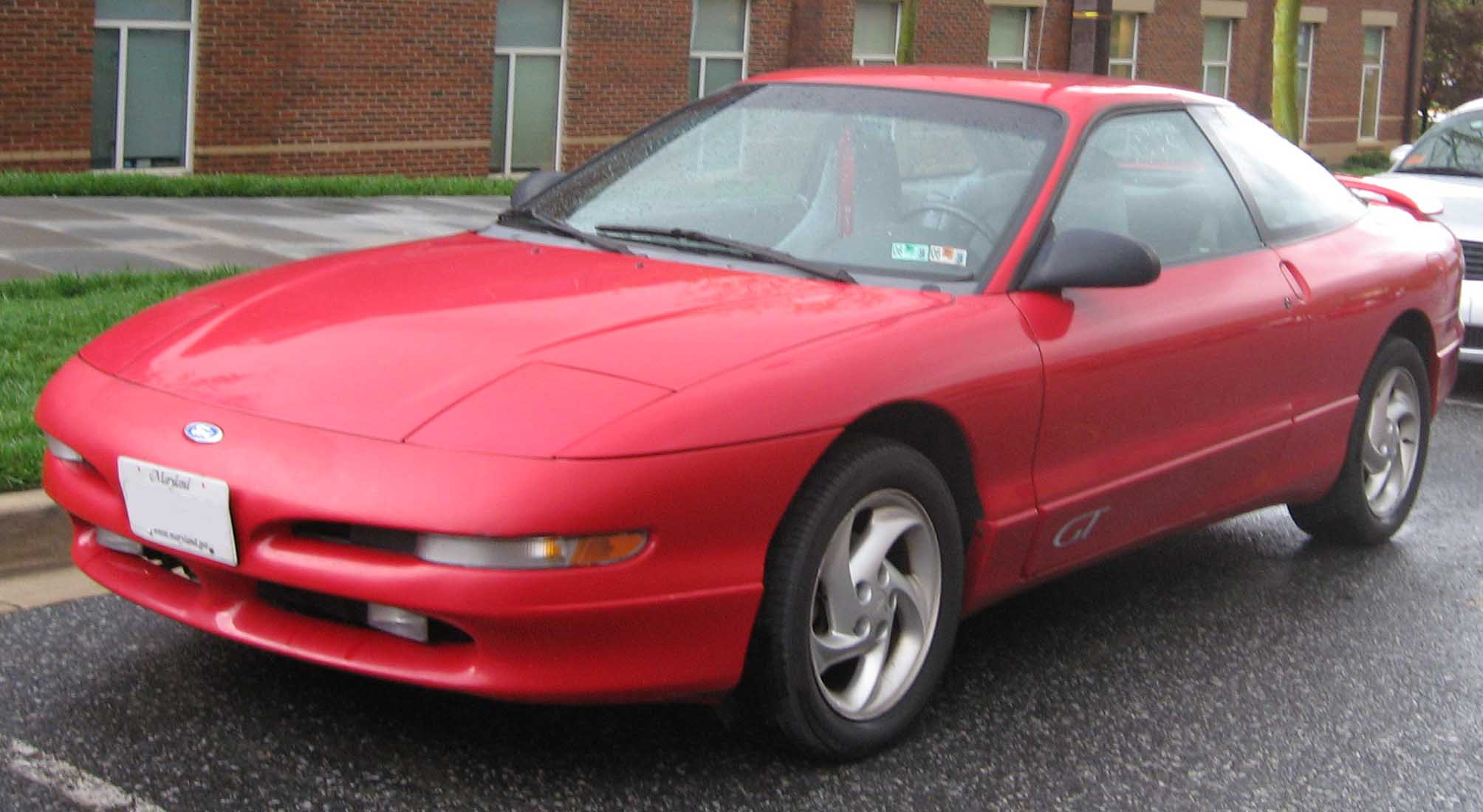
Ford Probe

Ford Probe este o mașină americană sport coupe construită de Ford Motor Company. Aceasta a fost lansată în 1989, iar producția a luat sfârșit în 1997.